# Nigerské letectvo
Nigerské letectvo (francouzsky Armée de l'air du Niger, dříve Escadrille nationale du Niger, Nigerská národní letka) je letectvo Nigeru a jedna ze složek jeho ozbrojených sil. Vzniklo roku 1961.

## Přehled letecké techniky

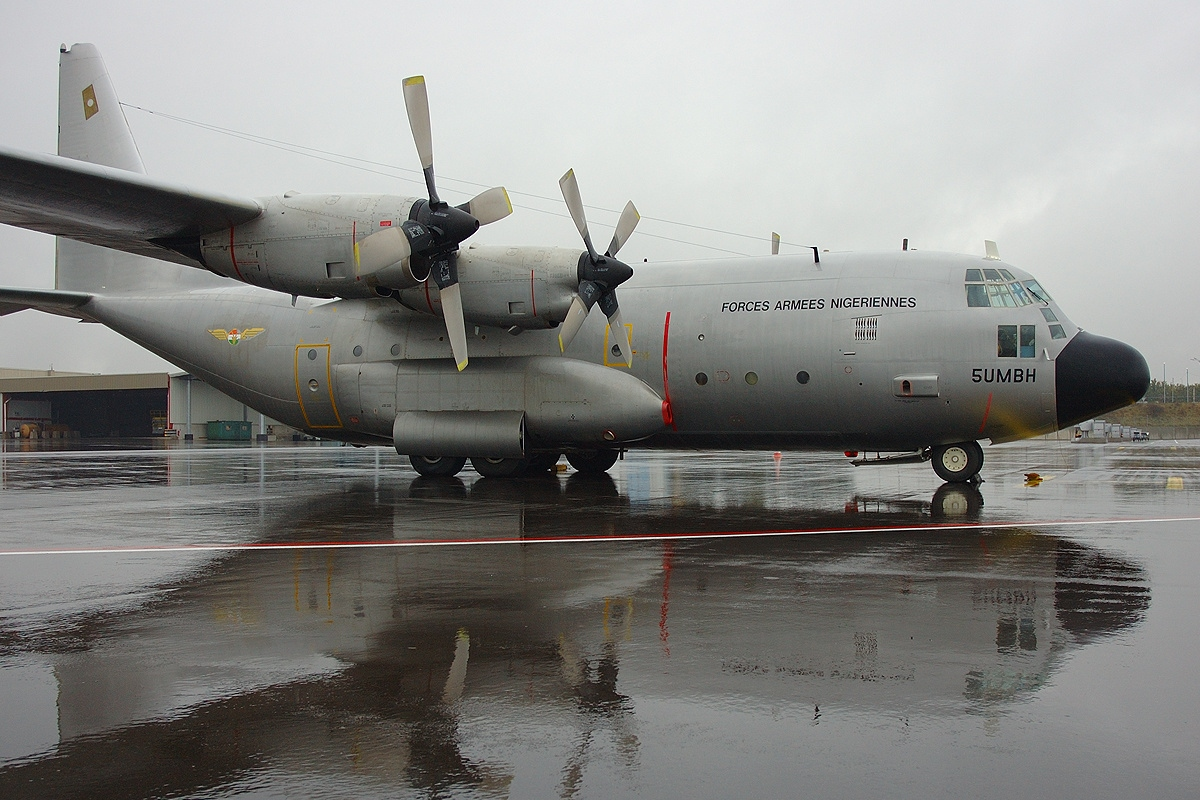
C-130 Hercules letectva Nigeru.

Tabulka obsahuje přehled letecké techniky Nigeru podle Flightglobal.com.
| Název                          | Původ          | Určení                         | Verze            | Ve službě      | Poznámky       |                |
| Bojové letouny                 | Bojové letouny | Bojové letouny                 | Bojové letouny   | Bojové letouny | Bojové letouny | Bojové letouny |
| ------------------------------ | -------------- | ------------------------------ | ---------------- | -------------- | -------------- | -------------- |
| Suchoj Su-25                   | Sovětský svaz  | bitevní letoun                 |                  | 2              |                |                |
| Speciální letouny              |                |                                |                  |                |                |                |
| Cessna 208 Caravan             | USA            | lehký průzkumný letoun         | Cessna 208/Recce | 2              |                |                |
| Diamond DA42                   | Rakousko       | průzkumný letoun               | DA42 Recce       | 2              |                |                |
| Dopravní a transportní letouny |                |                                |                  |                |                |                |
| Cessna 208 Caravan             | USA            | lehký dopravní/užitkový letoun |                  | 2              |                |                |
| Dornier Do 228                 | Německo        | lehký transportní letoun       |                  | 1              |                |                |
| Lockheed C-130 Hercules        | USA            | taktický transportní letoun    | C-130H           | 1              |                |                |
| Vrtulníky                      |                |                                |                  |                |                |                |
| Aérospatiale Gazelle           | Francie        | průzkumný/ozbrojený vrtulník   | SA342            | 3              |                |                |
| Mil Mi-17                      | Rusko          | transportní vrtulník           |                  | 3              |                |                |
| Mil Mi-24                      | Rusko          | bitevní vrtulník               |                  | 1              |                |                |